# アッバス・キアロスタミ
アッバス・キアロスタミ （Abbas Kiarostami、1940年6月22日 - 2016年7月4日） は、イランの映画監督、脚本家、写真家。ペルシア語表記はعباس کیارستمیで、アッバース・キヤーロスタミーと発音する。イランを代表する巨匠として知られる。

## 来歴
1940年6月22日、テヘランで生まれる。テヘラン大学芸術学部を卒業後、1970年に短編『パンと裏通り』で映画監督としてデビュー。1973年には初の長編 "Tadjrebeh" を製作した。
以後、『友だちのうちはどこ?』（1987年）、『そして人生はつづく』（1992年）、『オリーブの林をぬけて』（1994年）の三部作を製作して評価を確立した。現代イラン映画を代表する監督となる。1997年には『桜桃の味』でカンヌ国際映画祭パルム・ドールを受賞。1999年の『風が吹くまま』はヴェネツィア国際映画祭審査員賞特別大賞を受賞した。
2008年には、エクサン・プロヴァンス音楽祭の依頼で、モーツァルト作曲の歌劇『コジ・ファン・トゥッテ』（クリストフ・ルセ指揮）を演出した。共同制作だったイングリッシュ・ナショナル・オペラでの2009年上演の公演の際には渡英のヴィザが降りず、演出に出向けないということが発覚。そのオペラに出演したウィリアム・シメルと、ジュリエット・ビノシュ共演によるフランス・イタリア合作『トスカーナの贋作』を2010年カンヌ映画祭で発表したが、最優秀女優賞を受賞したビノシュが、監督が会場に来られないことに対しての非難をしたため、イラン国内での公開禁止及びビノシュの入国禁止令を出すという事件が起きた。
2012年には、『ライク・サムワン・イン・ラブ』を日本で製作した。2016年7月4日、がん治療で訪れていたパリで逝去。76歳没。

## 作風
小津安二郎の影響が至る所で顕著にみられる。キアロスタミは自身で小津ファンを公言しており、小津に捧げる映画作品『5 five 〜小津安二郎に捧げる〜』も制作している。イラン政府の検閲と妨害により「子供の話なら可」と許可が出て撮影された作品が『友だちのうちはどこ?』である。1979年のイラン革命により多くの作家が出国を余儀なくされたが、キアロスタミはイランに残り、素人役者を起用してまで人間の心を描き出す独自の作風を確立した。

## 作品

### 長編
- Tadjrebeh （1973年）
- トラベラー Mossafer （1974年）
- Lebassi Baraye Arossi （1976年）
- Gozaresh （1977年）
- Az Oghat-e Faraghat-e Khod Chegouneh Estefadeh Konim? （1977年）
- Ghazieh-e Shekl-e Aval, Ghazieh-e Shekl-e Dou Wom （1979年） ドキュメンタリー
- Hamshahri （1983年） ドキュメンタリー
- Avaliha （1984年） ドキュメンタリー
- 友だちのうちはどこ? Khane-ye doust kodjast? （1987年）
- ホームワーク Mashgh-e Shab （1989年） ドキュメンタリー
- クローズ・アップ Nema-ye Nazdik （1990年） ドキュメンタリー
- そして人生はつづく Zendegi va digar hich （1992年）
- オリーブの林をぬけて Zire darakhatan zeyton （1994年）
- 桜桃の味 Ta'm e guilass （1997年）
- 風が吹くまま Bad ma ra khahad bord （1999年）
- ABCアフリカ ABC Africa （2001年） ドキュメンタリー
- 10話 Dah （2002年）
- 5 five 〜小津安二郎に捧げる〜（英語版） Five Dedicated to Ozu （2003年） ドキュメンタリー
- 10 on Ten （2004年） ドキュメンタリー
- シーリーン（英語版） Shirin （2008年）
- トスカーナの贋作 Copie conforme （2010年）
- ライク・サムワン・イン・ラブ Like Someone in Love （2012年）

### 短編
- パンと裏通り Nan va Koutcheh （1970年）
- Zang-e Tafrih （1972年）
- Man ham mitounam （1975年）
- Dow Rahehal Baraye yek Massaleh （1975年）
- Rangha （1976年）
- Bozorgdasht-e mo'Allem （1977年）
- Rah Hal-e Yek （1978年）
- Be Tartib ya Bedoun-e Tartib （1981年）
- Hamsarayan （1982年）
- Dandan Dard （1983年）
- Repérages （1995年） オムニバス『À propos de Nice, la suite』の一篇
- キング・オブ・フィルム/巨匠たちの60秒 Lumière et compagnie （1995年） オムニバス
- Tavalod-e Nur （1997年）
- 明日へのチケット Tickets （2005年） オムニバス
- White Pages （2005年）
- Rug （2007年）
- Roads of Kiarostami （2006年） ドキュメンタリー
- ロミオはどこ? Where is my Romeo? （2007年） オムニバス『それぞれのシネマ』の一篇
- Kojast jaye residan （2007年） ドキュメンタリー
- No （2010年） ドキュメンタリー

### 監督作品以外
- 鍵 Kelid （1987年） 脚本
- ドキュメント：キアロスタミの世界 Abbas Kiarostami - Vérités et songes （1994年） 出演
- 白い風船 Badkonake sefid （1995年） 脚本
- 柳と風 Beed-o baad （2000年） 脚本
- 旅の途中で Farda （2002年） 監修
- クリムゾン・ゴールド Talaye sorkh （2003年） 脚本

## 著書
- Havres : French translation by Tayebeh Hashemi and Jean-Restom Nasser, ÉRÈS (PO&PSY); Bilingual edition (3 June 2010) ISBN 978-2-7492-1223-4.
- Abbas Kiarostami: Cahiers du Cinema Livres (24 October 1997) ISBN 2-86642-196-5.
- Walking with the Wind (Voices and Visions in Film): English translation by Ahmad Karimi-Hakkak and Michael C. Beard, Harvard Film Archive; Bilingual edition (28 February 2002) ISBN 0-674-00844-8.
- 10 (ten): Cahiers du Cinema Livres (5 September 2002) ISBN 2-86642-346-1.
- With Nahal Tajadod and Jean-Claude Carrière Avec le vent: P.O.L. (5 May 2002) ISBN 2-86744-889-1.
- Le vent nous emportera: Cahiers du Cinema Livres (5 September 2002) ISBN 2-86642-347-X.
- La Lettre du Cinema: P.O.L. (12 December 1997) ISBN 2-86744-589-2.

## 受賞

### 作品
- 1987年 ファジル映画祭監督賞、審査員特別賞 （『友だちのうちはどこ?』）
- 1989年 ロカルノ国際映画祭銅豹賞 （『友だちのうちはどこ?』）
- 1992年 イスタンブール国際映画祭国際映画批評家連盟賞 （『クローズ・アップ』）
- 1994年 シカゴ国際映画祭シルバー・ヒューゴ賞 （『オリーブの林をぬけて』）
- 1994年 サン・パウロ国際映画祭批評家賞 （『オリーブの林をぬけて』）
- 1994年 バジャドリード国際映画祭ゴールデン・スパイク賞 （『オリーブの林をぬけて』）
- 1995年 シンガポール国際映画祭監督賞 （『オリーブの林をぬけて』）
- 1997年 第50回カンヌ国際映画祭パルム・ドール （『桜桃の味』）
- 1999年 第56回ヴェネツィア国際映画祭審査員特別大賞 （『風が吹くまま』）
- 2010年 バジャドリード国際映画祭ゴールデン・スパイク賞 （『トスカーナの贋作』）

### 功労賞・叙勲など
- 1996年 レジオンドヌール勲章
- 1997年 ユネスコフェリーニ・メダル
- 1999年 イスタンブール国際映画祭名誉賞
- 2000年 サンフランシスコ国際映画祭黒澤明賞
- 2004年 高松宮殿下記念世界文化賞
- 2005年 ロカルノ国際映画祭名誉豹賞
- 2005年 エレバン国際映画祭生涯功労賞
- 2008年 ジャムシードの杯賞
- 2013年 旭日小綬章[18]
- 2014年 Austrian Decoration for Science and Art
- 2014年 Honorary Golden Orange Prize, International Antalya Film Festival

## 関連文献
- Abbas Kiarostami: Textes, entretiens, filmographie complète. Éd. de l'Etoile, Paris 1997, ISBN 2-86642-196-5 (Cahiers du Cinéma Livres).
- Abbas Kiarostami: Photographies. Hazan, Paris 1999, ISBN 2-85025-673-0 (Landschaftsfotografien von Kiarostami, mit einem Gespräch mit M. Ciment).
- Alain Bergala, Jordi Balló (Hrsg.): Erice-Kiarostami. Correspondences. ACTAR, Barcelona 2006, ISBN 84-96540-24-3 (Katalog zu einer gemeinsamen Ausstellung mit dem spanischen Regisseur Víctor Erice).
- Alain Bergala: Abbas Kiarostami. Cahiers du Cinéma, Paris 2003, ISBN 2-86642-374-7.
- Alberto Elena: The Cinema of Abbas Kiarostami. Saqi Books, London 2005, ISBN 0-86356-594-8.
- Mehrnaz Saeed-Vafa, Jonathan Rosenbaum: Abbas Kiarostami. University of Illinois Press, Urbana, Ill. 2003, ISBN 0-252-07111-5 (Taschenbuch; Reihe Contemporary Film Directors).
- Eberhard Ostermann: Taste of Cherry – eine Allegorie der Zerrissenheit. In: E.O.: Die Filmerzählung. Acht exemplarische Analysen. München (Fink) 2007. S. 131–145. ISBN 978-3-7705-4562-9.
- Abolfazl Tavassolie: Eine Trilogie zum Monismus. Die Interaktion zwischen persischer Literatur und Kino des Abbas Kiarostami. Dr. Koester, Berlin 2009, ISBN 978-3-89574-701-4.
- Abbas Kiarostami. Stille und bewegte Bilder / Images, Still and Moving, Ausst.-Kat. Situation Kunst (für Max Imdahl), Museum Wiesbaden, Kunstsammlungen Chemnitz, hrsg. von Silke von Berswordt-Wallrabe, Alexander Klar und Ingrid Mössinger, Ostfildern: Hatje Cantz, 2012, ISBN 978-3-7757-3436-3
- Abbas Kiarostami: Die Erzeugung von Sichtbarkeit (Marburger Schriften zur Medienforschung Bd. 50), hrsg. von Silke von Berswordt-Wallrabe und Oliver Fahle, Marburg: Schüren, 2014, ISBN 978-3-89472-887-8
- Geoff Andrew: Ten (London: BFI Publishing, 2005).
- Erice-Kiarostami: Correspondences, 2006, ISBN 84-96540-24-3, catalogue of an exhibition together with the Spanish filmmaker Víctor Erice
- Jean-Luc Nancy: The Evidence of Film – Abbas Kiarostami, Yves Gevaert, Belgium 2001, ISBN 2-930128-17-8
- Jean-Claude Bernardet: Caminhos de Kiarostami, Melhoramentos; 1 edition (2004), ISBN 978-85-359-0571-7
- Marco Dalla Gassa: Abbas Kiarostami, Publisher: Mani (2000) ISBN 978-88-8012-147-3
- Youssef Ishaghpour: Le réel, face et pile: Le cinéma d'Abbas Kiarostami, Farrago (2000) ISBN 978-2-84490-063-0
- Alberto Barbera and Elisa Resegotti (editors): Kiarostami, Electa (30 April 2004) ISBN 978-88-370-2390-4
- Laurent Kretzschmar: "Is Cinema Renewing Itself?", Film-Philosophy. vol. 6 no 15, July 2002.
- Jonathan Rosenbaum: "Lessons from a Master," Chicago Reader, 14 June 1996
- Silke von Berswordt-Wallrabe et al. (eds.): Abbas Kiarostami. Images, Still and Moving, exh. cat. Situation Kunst Bochum, Museum Wiesbaden, Kunstsammlungen Chemnitz (Ostfildern: Hatje Cantz, 2012), ISBN 978-3-7757-3436-3